# Abdelmalek Nourani
Abdelmalek Nourani est un wali dans l'administration publique en Algérie.

## Études
Il est diplômé de l'École nationale d'administration (ENA).

## Itinéraire
| N°ambassadeur en tchèque | Fonction                  | Début        | Fin          |
| ------------------------ | ------------------------- | ------------ | ------------ |
| 01                       | Wali de la wilaya d'Alger | 22 août 1999 | 17 août 2004 |